# Vladimir Chotinenko
Vladimir Chotinenko (Slavgorod, 20 gennaio 1952) è un regista sovietico.

## Filmografia parziale

### Regista
- Odin i bez oružija (1984)
- Zerkalo dlja geroja (1987)
- Roj (1990)
- Makarov (1993)
- Musul'manin (1995)
- 72 metra (2004)
- Pop (2009)